# Flygvapenmuseum
Flygvapenmuseum – muzeum Szwedzkich Sił Powietrznych założone w 1967 roku w bazie lotniczej Malmen w Malmslätt koło Linköping.

## Historia
Inicjatorem budowy muzeum był pułkownik Gustaf Hugo Beckhammar, który w latach 1941–1951 był dowódcą skrzydła F 3 Malmslätt w bazie sił powietrznych Malmen (Malmens flygplats). Odchodząc z czynnej służby zainteresował władzę ideą utworzenia na terenie bazy muzeum sił powietrznych. Pierwsza ekspozycja zawierająca około 25 samolotów została zorganizowana w 1967 r. Wiosną tego samego roku powołano do życia Östergötlands Flyghistoriska Sällskap, organizację wolontariuszy i miłośników historii lotnictwa mającą wspierać budowę muzeum. Jej działalność została uwieńczona sukcesem w 1976 r., kiedy to zatwierdzono budowę nowej ekspozycji w Malmslätt. Oficjalne otwarcie nowej wystawy odbyło się 8 marca 1984 roku. W uroczystości brał udział król Szwecji Karol XVI Gustaw. W latach 2008–2010 muzeum rozbudowano, a otwarcie nowej ekspozycji nastąpiło w czerwcu 2010 r.

## Eksponaty
Prezentowane samoloty znajdują się w bardzo dobrym stanie technicznym. Zbiory prezentują prawie wszystkie maszyny, które były na uzbrojeniu Szwedzkich Sił Powietrznych. Do najstarszych należy Nieuport IV G, jeden z dwóch zakupionych przez Szwecję w 1912 r. Obok samolotu "straż" pełni manekin prezentujący ówczesny ubiór pilota. Do weteranów należy również Albatros B.II z 1915 r., włoska łódź latająca Macchi M.7 z 1919 r. oraz austro-węgierski myśliwiec Phönix D.III również z 1919 r. Poza konstrukcjami zagranicznymi prezentowany jest również owoc rodzimej myśli technicznej, szwedzki myśliwiec z 1919 r., Ö 1 Tummelisa. Okres międzywojenny prezentują między innymi maszyny: brytyjski Hawker Hart, holenderski Fokker C.VE, pływakowy de Havilland DH.62T, szkolne Focke-Wulf Fw 44 i de Havilland Tiger Moth oraz legendarny Gloster Gladiator. Okres II wojny światowej, w której Szwecja zachowała swoją neutralność, prezentowany jest między innymi przez niemieckie samoloty Fieseler Fi 156 i Bücker Bü 181 Bestmann, włoskie myśliwce Reggiane Re.2000, który prezentowany jest bez części swojego poszycia, aby umożliwić zwiedzającym obejrzenie wewnętrznej struktury płatowca oraz Fiat CR.42. Rodzimy przemysł lotniczy prezentują: bombowo-rozpoznawczy produkowany początkowo przez AB Svenska Järnvägsverkstädernas Aeroplanavdelning Saab 17, myśliwsko-szturmowy Saab 21 i myśliwski FFVS 22. Reprezentantami okresu powojennego są między innymi: treningowy Saab 91 Safir i odrzutowy myśliwiec Saab J29 Tunnan. Ciekawym eksponatem jest Saab 210 (Lilldraken), będący zmniejszonym prototypem późniejszego samolotu ze skrzydłem delta Saab 35 Draken, który również znalazł się w muzeum. Nie zabrakło również egzemplarzy Saab 37 Viggen, który prezentowany jest w nietypowym, czerwonym malowaniu oraz najnowszego myśliwca, prototypu Saab 39 Gripen. W muzeum ponadto można oglądać ekspozycje zdjęciowe poświęcone historii szwedzkiego lotnictwa wojskowego, dużą liczbę modeli samolotów, przyrządy lotnicze, wyrzucane fotele oraz ciekawą wystawę, na której prezentowane są szczątki zestrzelonych nad Szwecją podczas II wojny światowej samolotów naruszających jej przestrzeń powietrzną.

## Galeria

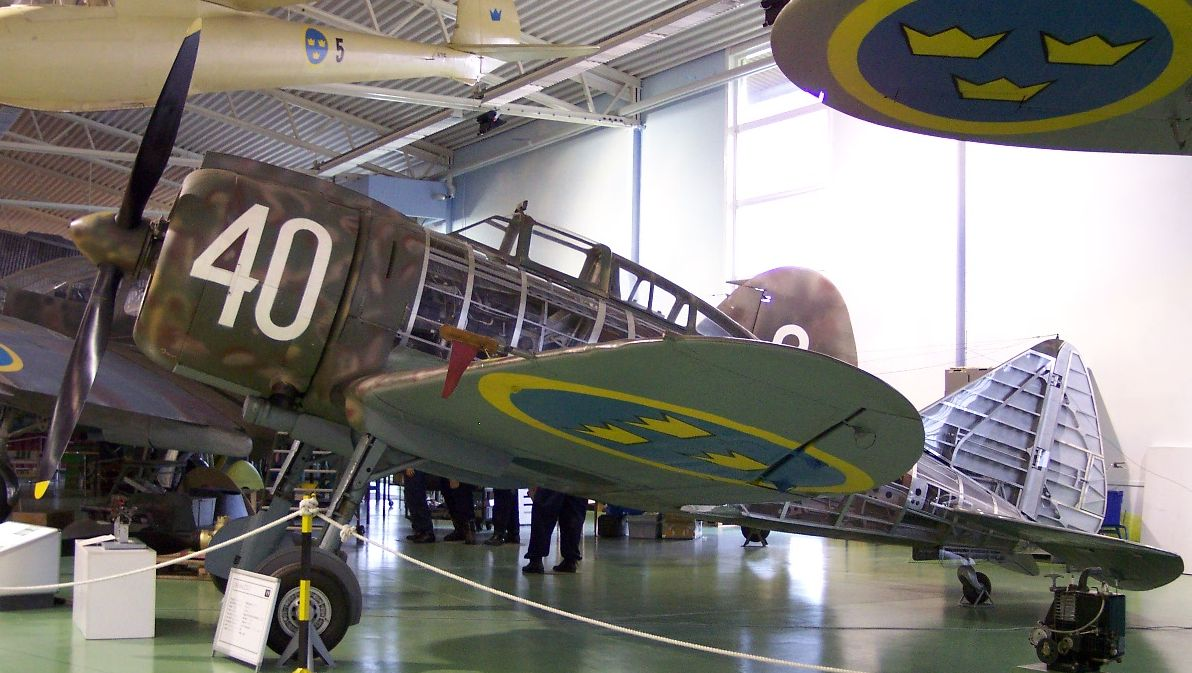
Reggiane Re.2000
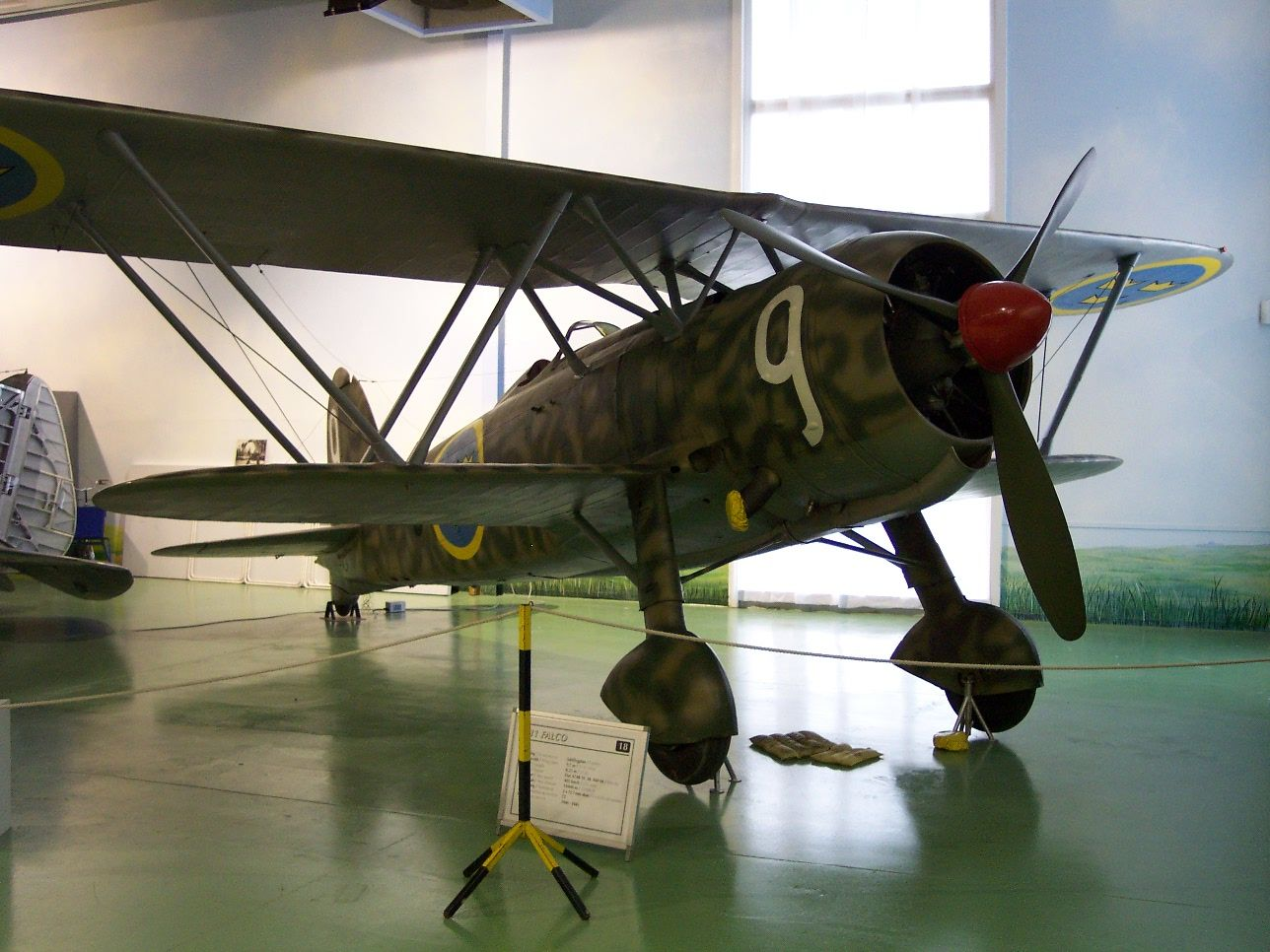
Fiat CR.42
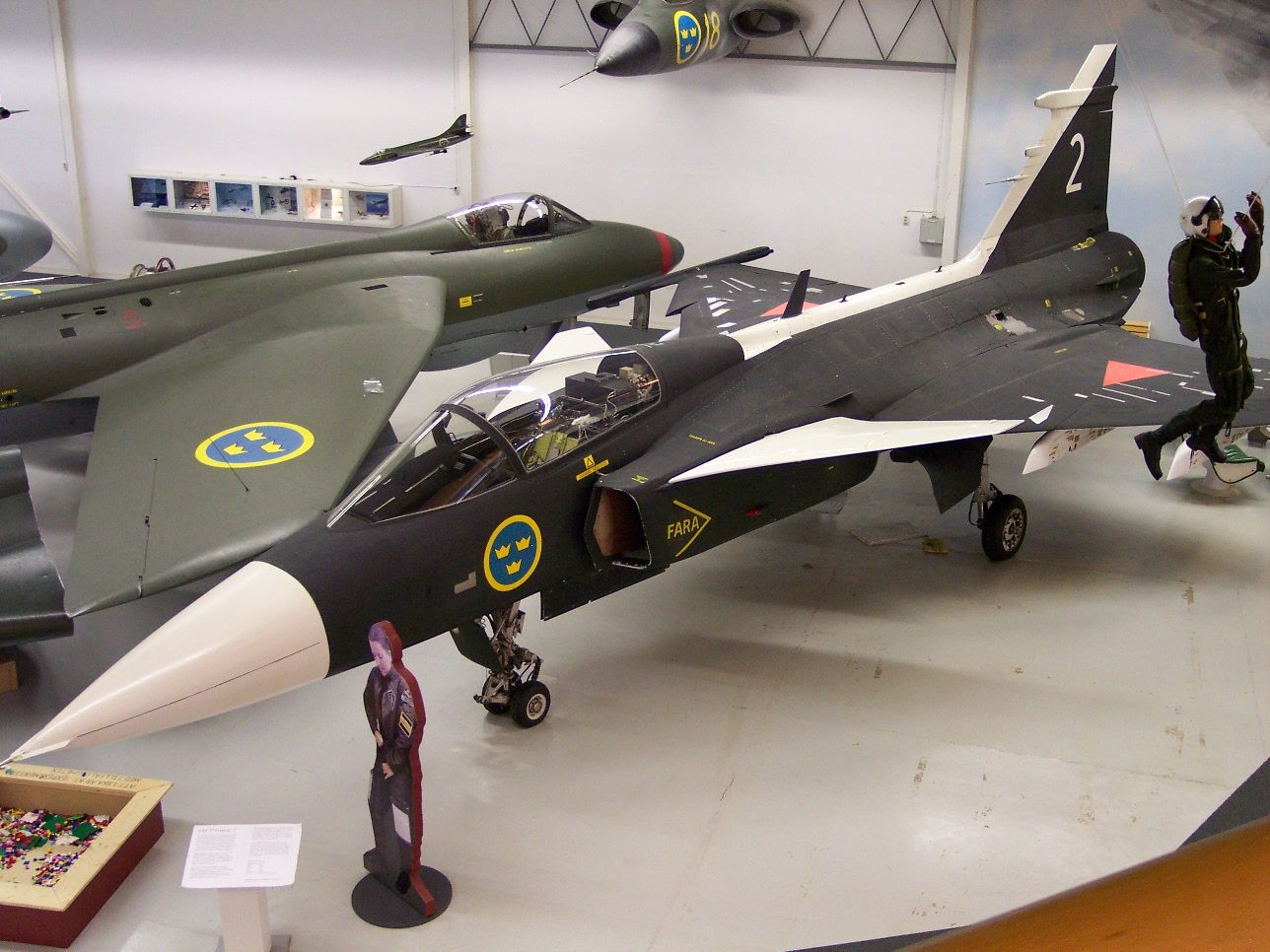
Saab Gripen
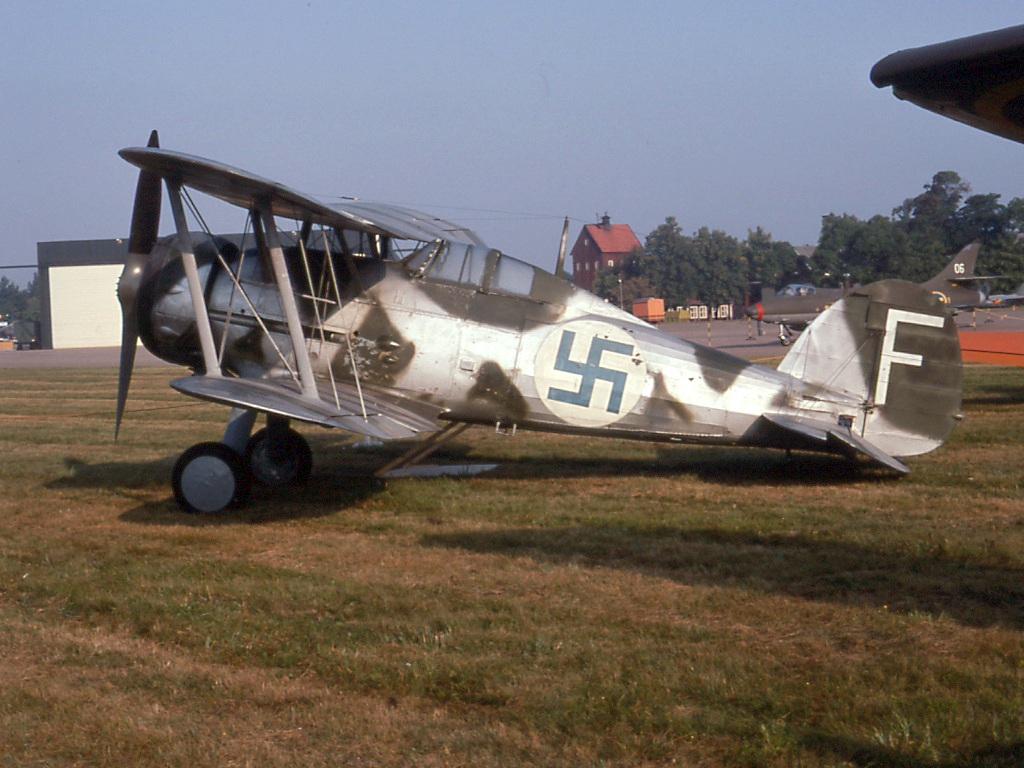
Gloster Gladiator
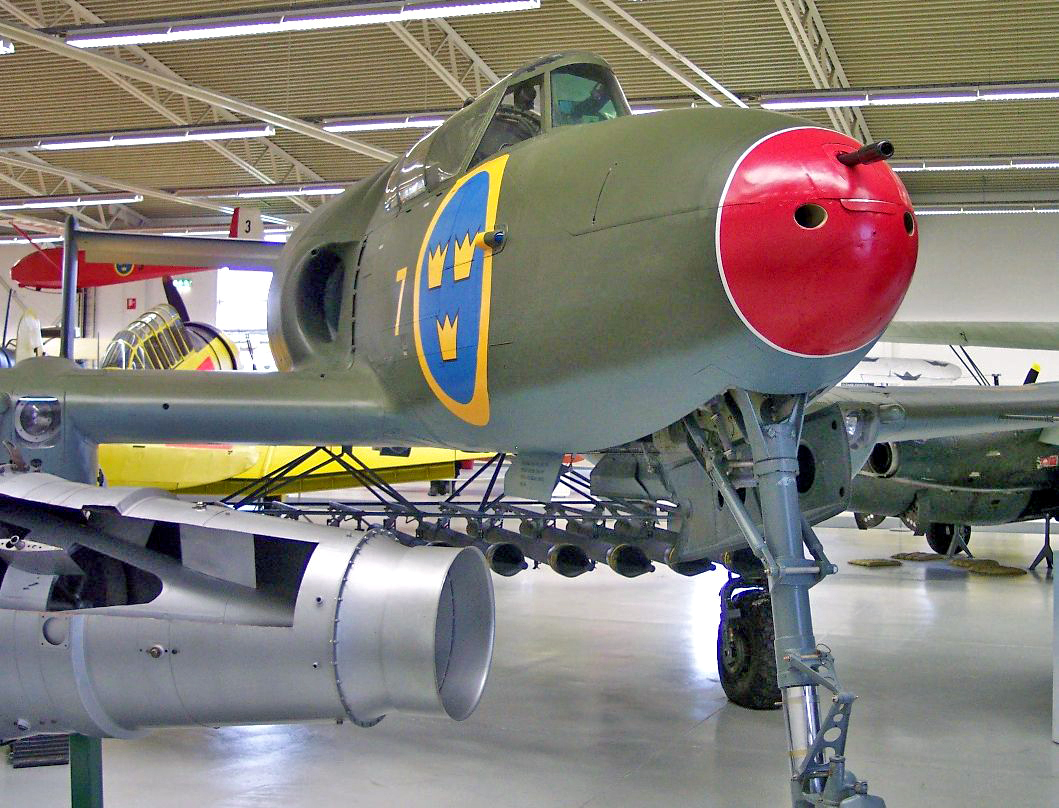
Saab J21R
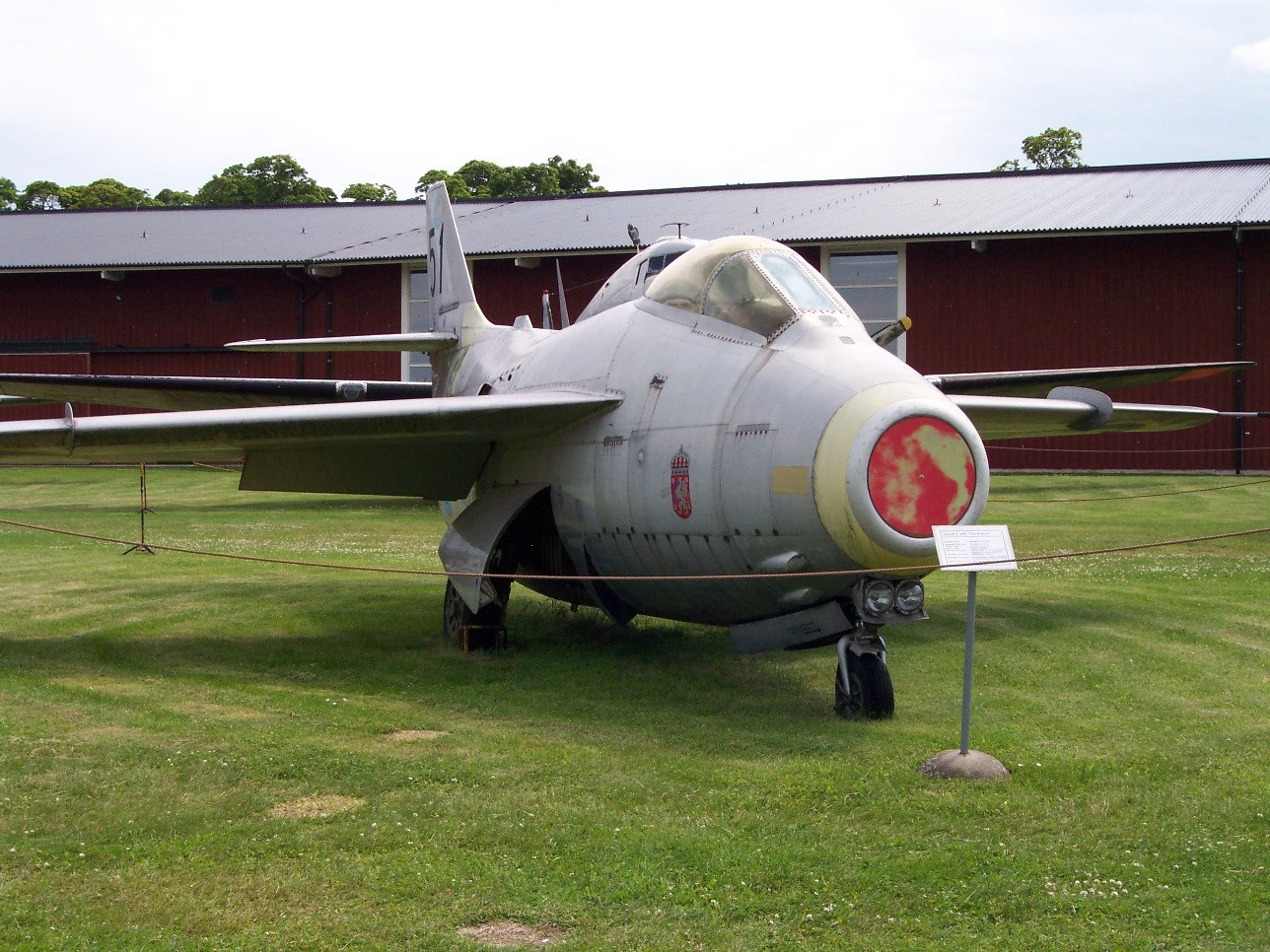
Saab J29B
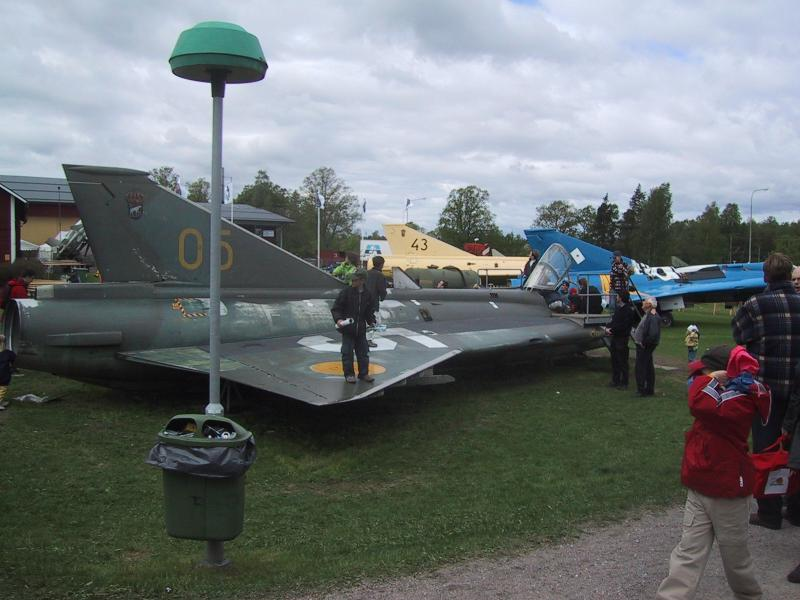
Saab J35 Draken
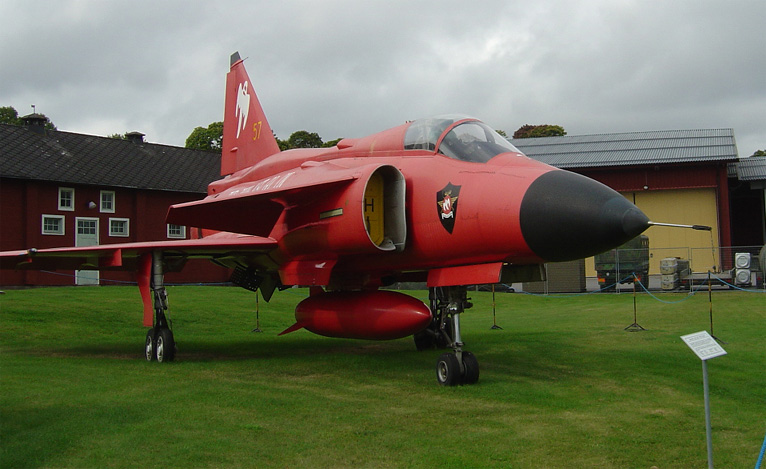
SAAB J-37 Viggen